# Ножан-сюр-Марн (округ)
Ножан-сюр-Марн (фр. Nogent-sur-Marne) — округ (фр. Arrondissement) во Франции, один из округов в регионе Иль-де-Франс (регион). Департамент округа — Валь-де-Марн. Супрефектура — Ножан-сюр-Марн.
Население округа на 2006 год составляло 381 460 человек. Плотность населения составляет 6055 чел./км². Площадь округа составляет всего 63 км².